# Carina Cassøe Krüth
Carina Cassøe Krüth (født 27. juli 1984) er en dansk dressurrytter.
Cassøe Krüth er valgt af Dansk Rytterforbund til at repræsentere Danmark ved de Olympiske lege i Tokyo.
I 2024 blev hun udelukket fra det danske landshold, efter en lækket video viste hun havde pisket sin hest. Videoen, som cirkulerede bredt på sociale medier, viste Krüth i en situation, hvor hun piskede sin hest flere gange under træning.